# Manja Tzatschewa
Manja Tzatschewa (en búlgaro: Маня Цачева, transliterado al español como Mania Tsácheva, 10 de febrero de 1897 – circa 1966) fue una actriz de origen búlgaro que protagonizó muchas películas mudas alemanas durante la década de 1920.

## Biografía
Maria Trifonova Tzatschewa (en búlgaro: Мария Трифонова Цачева, transliterado al español como María Trifónova Tsácheva) nació el 10 de febrero de 1897, en Lovech, Bulgaria.
En 1918, interpretó a la niña china Nang Ping en la película Mr. Wu, dirigida por Lupu Pick. Al año siguiente, actuó junto a Conrad Veidt y Max Landa en The Japanese Woman. Su primer papel importante en el cine fue en The Pearl of the Orient en 1921.
Estuvo casada con el director alemán Manfred Noa. Su hermana menor, Tzwetta Tzatschewa, también fue actriz y trabajó en el cine alemán. Manja Tzatschewa murió en 1966.

## Filmografía
- 1926 Annemarie und ihr Ulan
- 1925 – 1926 Der Rebell von Valencia
- 1925 Briefe, die ihn nicht erreichten
- 1924 Der Mönch von Santarem
- 1922 Man soll es nicht für möglich halten oder Maciste und die Javanerin
- 1922 Die Fürstin der Ozeanwerft
- 1921 Der schwere Junge
- 1921 Söhne der Nacht. 2. Die Macht der Liebe
- 1921 Der Schatten der Gaby Leed
- 1921 Die Perle des Orients
- 1921 Söhne der Nacht. 1. Die Verbrecher-GmbH
- 1920 – 1921 Der Sprung über den Schatten
- 1920 – 1921 Der Mann mit den eisernen Nerven
- 1920 – 1921 Die goldene Flut
- 1920 – 1921 Gelbe Bestien
- 1920 – 1921 Der Kaiser der Sahara
- 1920 – 1921 Der Millionendieb
- 1920 – 1921 Schieber
- 1920 Berlin W
- 1920 Die sieben Todsünden
- 1920 Frauenliebe. Mosaik, aus drei Steinbildern zusammengesetzt
- 1920 Götzendämmerung. Opfer der Keuschheit
- 1919 – 1920 Die Menschen nennen es Liebe
- 1919 – 1920 Haß
- 1919 Opfer der Schmach (Die rote Laterne)
- 1919 Moderne Töchter
- 1919 Liebe
- 1918 – 1919 Die Japanerin
- 1918 – 1919 Mein Wille ist Gesetz
- 1918 Der Teufel
- 1918 Madame d'Ora
- 1918 Mr. Wu
- 1918 Der lebende Leichnam
- 1918 Die seltsame Geschichte des Baron Torelli
- 1917 – 1918 Die sterbenden Perlen